# 山田吾一
山田 吾一（やまだ ごいち、1933年〈昭和8年〉2月20日 - 2012年〈平成24年〉10月13日）は、日本の俳優・声優。
北海道瀬棚郡瀬棚町（現・久遠郡せたな町）出身。北海道深川西高等学校卒業。

## 来歴
高等学校時代に演劇部で活動し、1951年、卒業後に会社員となるも、演劇への夢を捨てきれず、1952年上京。舞台芸術学院本科に入る。卒業後、劇団四季・劇団中芸に所属。
1958年には『事件記者』にガンさんこと岩見記者役で出演。猪突猛進型の正義感溢れる記者役を演じ、これが生涯の当たり役となり、後の劇場版にも同役で出演した。テレビドラマや映画の脇役で活動し、1973年の『仁義なき戦い 完結篇』では大友勝利（宍戸錠）大友組組長から松村保（北大路欣也）天政会会長代行に寝返るヤクザを演じ、1974年の『激突! 殺人拳』では千葉真一が扮する主人公の相棒である中国人を演じている。
1973年8月に桂小金治降板の後を受け、『アフタヌーンショー』（テレビ朝日）の司会に抜擢されたが、この10年前に管理売春で挙げられた向島の待合に山田の名刺があっただけの理由で3カ月で降板させられた。
1990年には一人芝居の劇団「吾一座」を旗揚げし、舞台『軽き者の儀・赤穂第四十七士』を上演した。
5歳年下の落語家古今亭志ん朝は親友であった。山田と志ん朝は顔がよく似ていたことで知られ、志ん朝は山田から許可をもらって『山田吾一』という噺を作り、高座で枕や漫談として時折用いていた（志ん朝が記憶に無い人から散々歓迎や激励を受けた挙句、最後の最後になって自分が山田と間違えられていたことが判る、というオチ）。志ん朝が生前、最後に高座で掛けたのもこれであった。
2012年10月13日、心不全のため79歳で死去。戒名は放光院禅月悟道居士。俳優として人々に光を当て続けたが、本人は若いときから苦労してきたので仏様が報いるようにという意味である。

## 人物
長女はNHKアナウンサーの山田亜樹。

## 出演

### テレビドラマ
- 事件記者（1958年 - 1966年、NHK総合） - 岩見記者
- 風来坊先生（1965年 - 1966年、日本テレビ）風来坊先生
- おにぎり（1966 - 1967年、日本テレビ） - 三条保隆
- ある勇気の記録（1966年、NET）
- われら弁護士（1968年、日本テレビ）
- 大和魂くん（1968年、大映テレビ室・TBS）
- 大河ドラマ（NHK総合）
  - 天と地と（1969年） - 戸倉与八郎
  - 国盗り物語（1973年） - 蜂須賀小六
  - 山河燃ゆ（1984年） - 畑中万作
- 江戸川乱歩シリーズ 明智小五郎（1970年、12ch・東映） - 波越警部
- 時間ですよ 第1シリーズ（1970年、TBS）
- 水戸黄門 (TBS・C.A.L)
  - 第1部 第30話「上州からっ風 -前橋-」（1970年2月23日） - 政吉
  - 第10部 第4話「仇討ち箱根馬子唄 -箱根-」（1979年9月3日） - 勘太
  - 第14部 第25話「酒に溺れた黄金の腕 -金沢-」（1984年4月16日） - 幸助
  - 第16部 第30話「銘酒を守った娘の真心 -新庄-」（1986年11月17日） - 鶴吉
  - 第18部
    - 第4話「花嫁衣裳の秘密 -小山-」（1988年10月3日） - 喜助
    - 第14話「泣き笑い助太刀志願 -小浜-」（1988年12月12日） - 芳次郎

  - 第19部 第25話「大工修行で悪退治 -松本-」（1990年3月19日） - 政五郎
  - 第20部 第40話「津軽馬鹿塗り情け塗り -弘前-」（1991年8月12日） - 彦兵衛
  - 第24部 第7話「だんごを盗ったお姫様 -姫路-」（1995年10月30日） - 金栗屋
  - 水戸黄門外伝 かげろう忍法帖 第13話「悪党共よ夢をみろ」 （1995年8月14日） - 雷神の鮫五郎
  - 第25部 第15話「忘れられた格さん -尾道-」（1997年4月7日） - 大島屋六左衛門
  - 第26部 第17話「献上硯の腕競べ -長府-」（1998年6月8日） - 芳兵衛
  - 第27部 第11話「嘘を承知でお銀の花嫁 -八戸-」（1999年5月31日） - 三沢屋荘兵衛
  - 第29部 第6話「危機一髪!影武者大作戦 -高崎-」（2001年5月7日） - 東皐心越禅師
  - 第30部 第20話「新妻お娟の大奮闘 -唐津-」（2002年5月27日） - 服部源右衛門
  - 第36部 第4話「塩の道は絶体絶命! -糸魚川-」（2006年8月14日） - 仁助
  - 第37部 第21話「おとぼけ主従の珍道中 -白石-」（2007年9月3日） - 下河原与一郎
- 連続テレビ小説（NHK総合）
  - 旅路（1967年 - 1968年） - 岡本良平
  - 繭子ひとり（1971年 - 1972年） - 海江田恵吾
  - 風見鶏 （1977年） - 庄司栄策
  - よーいドン（1982年 - 1983年） - 浦野徳之助
- 遠山の金さん捕物帳 第48話「牢を破った男」（1971年、NET・東映） - 源太
- 火曜日の女シリーズ「花は見ていた」（1971年、日本テレビ・ユニオン映画）
- 気になる嫁さん（1971年 - 1972年、日本テレビ・ユニオン映画） - 清水輝正
- おらんだ左近事件帖 第11話「帰って来た男」 （1971年、フジテレビ・東宝） - 嘉助
- 大江戸捜査網（12ch・日活・三船プロ）
  - 第92話「図々しい男」（1972年）
  - 第436話「そこつ長屋に春が来た」（1980年） - 八五郎
- 剣客商売（1973年、フジテレビ・東宝） - 四谷の弥七
- 必殺シリーズ （朝日放送・松竹）
  - 必殺仕置人 第5話「仏の首にナワかけろ」 （1973年） - 安蔵
  - 必殺必中仕事屋稼業 第8話「寝取られ勝負」 （1975年） - 三州屋藤左衛門
  - 必殺仕業人 第13話「あんたこの神隠しどう思う」 （1976年） - 玄拓
  - 新・必殺からくり人 第13話「東海道五十三次殺し旅　京都」（1978年） - 佐市
  - 必殺仕事人 第3話「仕事人危うし! あばくのは誰か?」 （1979年） - 古賀蔵人
  - 必殺仕事人2009 新春スペシャル（2009年1月4日） - 平吉
- 若さま侍捕物手帖 第3話「幽霊がいっぱい」（1973年、関西テレビ） - 忠五郎
- 雑居時代（1973年、日本テレビ・ユニオン映画） - 青木誉
- 編笠十兵衛（1974年、フジテレビ・東映） - 堀部安兵衛
- ぶらり信兵衛 道場破り 第19話「乞食はつらいよ」 （1974年、フジテレビ・東映） - 鈴木長太夫
- ふりむくな鶴吉 第17話「冬の女」 （1974年、NHK総合)
- 水もれ甲介 第16話「幸せになろうな?」 （1974年、日本テレビ・ユニオン映画） - 宮部
- 伝七捕物帳 第74話「嘘と真実は紙ひとえ」 （1974年、日本テレビ・ユニオン映画） -亀造
- 気まぐれ天使（1976年、日本テレビ・ユニオン映画） - 荻田正樹
- 桃太郎侍 第9話「伊之助慕情」（1976年、日本テレビ・東映） - 安造
- 遠山の金さん 第1シリーズ　第25話「死神を封じ込め!」（1976年、NET） - 熊造
- 土曜ドラマ（NHK総合）
  - 鎌田敏夫シリーズ / 十字路 第二部第1話「みちのく編 ブルートレインの少年」（1978年）
  - 風になれ鳥になれ（1998年） - 信玄
- 消えた巨人軍（1978年、日本テレビ） - 張江広報課長
- 白い巨塔（1978年、フジテレビ） - 亀山雄吉
- 新五捕物帳 第51話「ふたつ名を持つ男」 （1978年、日本テレビ・ユニオン映画） - 熊五郎（熊ん蜂の五郎八）
- 欲しがりません勝つまでは（1979年、NHK総合）
- 俺たちは天使だ! 第15話「運が悪けりゃ劇的最期」（1979年、日本テレビ・東宝）
- 熱中時代・刑事編 第17話「熱中刑事VS幽霊泥棒」（1979年、日本テレビ・ユニオン映画） - 津村一郎
- 鉄道公安官 第8話「俺とスリと女の子」（1979年、テレビ朝日・東映）
- ザ・スーパーガール 第22話「花嫁強奪 殺しの前に裸をうばえ」（1979年、12ch・東映） - 吉岡
- 銭形平次 （フジテレビ・東映）
  - 第517話「江戸に降る雨なみだ恋」（1976年）
  - 第685話「思案橋の女」（1979年）- 綱吉
  - 第722話「消えた花嫁」（1980年）
  - 第748話「一日だけの家出」（1980年）
  - 第805話「八五郎に女房がいた!?」（1982年）
  - 第845話「男やもめに花が咲く」（1983年）
  - 第867話「蛇の目かんざしの女」（1983年）
- そば屋梅吉捕物帳 第3話「男一匹八百八町」（1979年、12ch・国際放映） - 藤太郎
- 手錠をかけろ! 第7話「密輸拳銃を洗え! 連続乱射事件 -島根・鳥取-」（1979年、フジテレビ・国際放映）
- 江戸の激斗 第26話「さらば遊撃隊」（1979年、フジテレビ・東宝） - 益満休之助
- 西遊記II 第23話「妖術 石仏になった三蔵一行」（1980年、日本テレビ・国際放映）- 熊山君
- 松本清張シリーズ・天才画の女 （1980年、NHK総合） - 原口基孝
- ポーラテレビ小説 / マリーの桜（1980年、TBS） - 稲山
- 特捜最前線 （テレビ朝日・東映）
  - 第182話「海の底から来た目撃者!」（1980年） - 浜尾久吉
  - 第277話「橘警部逃亡!」（1982年）
- ザ・ハングマン 燃える事件簿 第3話「罠に落ちた逃亡者」 （1980年、朝日放送・松竹芸能） - 松井隆夫
- 裸の大将 （関西テレビ・東阪企画）
  - 第2話「欲張りの人も沢山いるので」（1980年）
  - 第35話「蛍の里エレジー」（1989年） - 桜川松吉
- 3年B組金八先生第2シリーズ（1980年 - 1981年、TBS） - 塚辺洋の父
- 旅がらす事件帖 第13話「野辺の送りの鬼太鼓」（1980年、関西テレビ・国際放映） - 馬吉
- 江戸の朝焼け 第20話「文七誘拐」（1981年、フジテレビ） - たらしの伝兵衛
- 御宿かわせみ 第21話「お役者松」（1981年、NHK総合）
- いのち燃ゆ（1981年、NHK総合） - 丹波屋徳市
- 土曜ワイド劇場（テレビ朝日）
  - 松本清張の死んだ馬 殺人設計図（1981年） - 樋渡忠造
  - 新妻殺し （1991年）
  - 事件シリーズ(1) なぜ夫は新妻の姉を殺したのか?（1993年）
  - 船長シリーズ(5) 思い出の青函連絡船（1993年） - 楢山
  - 7人のOLが行く!1（1994年） - 中城 役
  - 渡り番頭・鏡善太郎の推理2（2001年） - 中尾泰造
  - 京都殺人案内26（2003年） - 佐々木達郎
  - フリー女子アナの殺人リポート1・2（2004年4月17日、2006年2月18日） - 島村嘉吉
  - 検事・朝日奈耀子3（2005年） - 石塚高雄
  - 棟居刑事の黙示録（2009年） - 箱田伝蔵
  - 遺品の声を聴く男3（2012年1月21日、朝日放送） - 大家 役※遺作
- 木曜ゴールデンドラマ（よみうりテレビ）
  - 五瓣の椿（1981年）
  - 仮の宿なるを（1983年11月10日） - 山浦万作
- 闇を斬れ 第2話「春風に泣いた血汐花」（1981年、関西テレビ・松竹） - 成田屋
- 時代劇スペシャル 佐武と市捕物控シリーズ（1981年・1982年、フジテレビ・東映） - 伝八
- 鬼平犯科帳 第3シリーズ 第3話「霧の朝」（1982年5月、テレビ朝日） - 井関録之助
- Gメン'82 第6話「サラ金に来た雨合羽の男」（1982年、TBS・近藤照男プロ） - 門馬竜二
- 遠山の金さん 第1シリーズ 第36話「悪酒が招いた生花師匠殺人事件!」（1982年、テレビ朝日・東映） - 吾平
- 火曜サスペンス劇場（日本テレビ）
  - 松本清張の交通事故死亡1名 （1982年） - 浅野二郎
  - 妻の生き甲斐 （1986年）
  - 虚構の空路 （1987年）
  - 女弁護士・高林鮎子(9)北の街小樽に消えた女（1991年） - 島田部長刑事
  - 正当防衛（1995年10月3日） - 佐古朝吉
  - 身辺警護(3)マルタイの教育評論家の女は昔、ひまわり先生と呼ばれた中学教師（1999年） - 森本慎二
  - 盲人探偵・松永礼太郎(11)香水迷路（1999年） - 土橋耕三
- 海にかける虹〜山本五十六と日本海軍（1983年、テレビ東京） - 反町栄一
- 心中宵庚申（1984年10月6日、NHK総合） - 喜助
- 私鉄沿線97分署 第3話「今川焼でタッチダウン」（1984年、テレビ朝日） - 田川
- 風にむかってマイウェイ（1984年、TBS） - 原市造
- 気分は名探偵（1984年、日本テレビ） - 河西隆一
- 大岡越前（TBS・C.A.L）
  - 第8部 第15話「厩火事殺人事件」（1984年10月29日） - 八五郎
  - 第9部 第3話「辰三おはなの祝言騒動」（1985年11月11日） - 勘五郎
  - 第11部 第7話「将軍様とふかし藷」（1990年6月4日） - 亀五郎
  - 第14部 第7話「復讐果たす怒りの十手」（1996年7月29日） - 与平
- 金曜ドラマ / 深夜にようこそ（1986年、TBS） - 定岡曽一
- 太陽にほえろ! 第712話「小鳥のさえずり」（1986年、日本テレビ・東宝） - 一条哲次
- 橋の上の霜（1986年、NHK総合） - 蔦屋重三郎
- 銭形平次 第25話「見知らぬ亭主」（1987年、日本テレビ・ユニオン映画） - 袈裟三
- 田原坂（1987年、日本テレビ・ユニオン映画） - 山内容堂
- 長七郎江戸日記（日本テレビ・ユニオン映画）
  - 第1シリーズ 第72話「稲妻に浮かぶ顔」（1985年） - 町田伝蔵
  - 第2シリーズ 
    - 第2話「意気に感ず」（1988年） - 佐久間与一郎
    - 第52話「闇を斬る女医者」（1989年） - 鏑木主水
- 名奉行 遠山の金さん（テレビ朝日・東映）
  - 第1シリーズ 第7話「美女が恨みの刃」（1988年） - 西国屋利兵衛
  - 第2シリーズ 第4話「暴かれた二つの顔の美人妻」（1989年） - 作蔵
  - 第5シリーズ 第26話「若年寄を救った女」（1993年） - 大島右京亮
  - 第7シリーズ 第16話「消えた女! 裏切りの集団見合い」（1996年） - 仁左衛門
  - 第9シリーズ （金さんVS女ねずみ）第2話「将軍は見た! 遠山桜」（1998年） - 笹岡源五右衛門
- 鬼平犯科帳（フジテレビ・松竹）
  - 第1シリーズ 第3話「蛇の眼」（1989年） - 彦の市 役
  - 第3シリーズ 第17話「忠吾なみだ雨」（1992年） - つちや善四郎
  - 第6シリーズ 第10話「おかね新五郎」（1995年） - 弥助
- おさんの恋（1985年10月12日、NHK総合） - 半次郎
- 世にも奇妙な物語 / 仰げば尊し（1990年、フジテレビ） - 山口
- 三匹が斬る! シリーズ（テレビ朝日・東映）
  - 続続・三匹が斬る! 第5回「謎の邪馬台国! 王冠を守る霊感美女」（1990年） - 清敬
  - ニュー・三匹が斬る! 第2回「女駆け込み寺にゃ魔物が棲んでいる!」（1994年）
- 暴れん坊将軍シリーズ（テレビ朝日・東映）
  - 暴れん坊将軍III 第108話「復讐!鬼女の涙」（1990年） - 染八
  - 暴れん坊将軍VI 第5話「頑張れ! 江戸っ子若君」（1994年） - 寺田重兵衛
  - 暴れん坊将軍VIII 第5話「汚された花嫁たち」（1997年） - 吉兵衛
- 将軍家光忍び旅 第18話「茶碗一つで天領を狙う悪商人!」（1990-91年、テレビ朝日） - 清右衛門
- 樅ノ木は残った（1990年、NTV / ユニオン映画） - 奥山大学
- さすらい刑事旅情編III 第20話「幻の汽笛! 誘拐された大臣の娘」 （1991年、テレビ朝日・東映）
- はぐれ刑事純情派 第4シリーズ 第5話「出所した女・赤い糸の犯罪」（1991年、テレビ朝日・東映） - 木島成作
- 華の宴（1991年10月 - 1992年3月、よみうりテレビ）
- 月曜ドラマスペシャル（TBS）
  - 忠治旅日記（1992年） - 又平
  - かあさんはドン2（1993年）
  - 一色京太郎事件ノート (4) 京都西陣に消えた女 （1997年） - 望月郷之介
- 愛しの刑事 第16話「裏窓の女秘書殺し! 目撃者は怪盗203号」（1993年、テレビ朝日・石原プロ） - 鮫島刑事
- 銭形平次 第3シリーズ 第12話「不運な夜」 （1993年、フジテレビ） - 藤蔵
- お助け同心が行く! 第4話「拘引 -かどわかし-」（1993年、テレビ東京・G・カンパニー）
- サスペンス・明日の13章「春の乱!新入社員母の会の挑戦」（1993年、関西テレビ） - 部長→副社長
- 金曜エンタテイメント（フジテレビ）
  - おばさんデカ 桜乙女の事件帖（1994年） - 世田谷南署刑事課長・谷田
  - 女弁護士・水島由里子の危険な事件ファイル（1997年 - 1999年）
  - 熱血ド演歌分校先生の事件通信簿（1998年） - 住職 ※別題『熱血!イノシシ先生の事件通信簿』
  - お局探偵亜木子&みどりの旅情事件帳（3）（2000年） - 和田健三
- あばれ八州御用旅 第4シリーズ 第6話「鬼の首の弥藤次」（1994年、テレビ東京・ユニオン映画） - 弥平
- 江戸の用心棒 第1シリーズ 第7話「哀れ! 結び文の謎」（1994年、日本テレビ・ユニオン映画） - 駒蔵
- エリアコードドラマ「留萌交番日記」（1995年4月 - 6月、北海道テレビ）
- 将軍の隠密!影十八 第5話「無実の証明 罠に落ちた愛」（1996年、テレビ朝日・東映） - 市五郎
- 南町奉行事件帖 怒れ!求馬 第11話「肥前守暗殺!」（1997年、TBS・C.A.L） - 五郎蔵
- 荒木又右衛門 伊賀の決闘（1997年、フジテレビ） - 渡辺靭負
- うしろの百太郎 （1997年 - 1998年、テレビ東京）
- 花王 愛の劇場 / 39歳の秋（1998年、TBS） - 若松栄太郎
- 新春ワイド時代劇（テレビ東京）
  - 炎の奉行 大岡越前守（1997年） - 勘兵衛
  - 赤穂浪士（1999年） - 大野九郎兵衛
  - 忠臣蔵 瑤泉院の陰謀（2007年） - 吉田忠左衛門
- サラリーマン金太郎シリーズ（1999年・2004年、TBS） - 本城勝
- 南町奉行事件帖 怒れ!求馬II 第15話「疑惑の炎」 （2000年、TBS・C.A.L） - 政五郎
- 女と愛とミステリー (テレビ東京)
  - 四つの終止符（2001年） - 大坪医師
  - 信濃のコロンボ事件ファイル (4) 戸隠伝説殺人事件!（2003年）
- 月曜ミステリー劇場 / 万引きGメン・二階堂雪（8）絆（2002年、TBS）
- 水曜ミステリー9（テレビ東京）
  - 「猪熊夫婦の駐在日誌1」（2004年） - 内海昌三
- 月曜ミステリー劇場 / 探偵 左文字進8・鶴富姫伝説の殺意（2003年9月29日、TBS） - 鶴富屋敷館長
- 剣客商売 第4シリーズ 第8話「逃げる人」（2003年、フジテレビ・松竹） - 加平
- 医龍-Team Medical Dragon-2 （2007年）
- 春のドラマスペシャル / ゆっくり歩け、空を見ろ（2008年4月1日、関西テレビ） - 岡島老人
- 月曜ゴールデン / 万引きGメン二階堂雪（17）最期の嘘（2008年、TBS） - 岡崎良太郎
- ひるドラ / キッパリ!!（2008年、CBC） - 君塚洋三郎
- 相棒 season9 第4話「過渡期」（2010年11月17日、テレビ朝日） - 第一発見者・上田庄之助
- 土曜プレミアム / 浅見光彦シリーズ（40）棄霊島（第二夜）（2011年5月7日、フジテレビ） - 小竹茂

### 映画
- 事件記者 (1959年、日活) - 岩見記者
- 事件記者・真昼の恐怖  (1959年、日活)
- 事件記者・仮面の脅迫  (1959年、日活)
- 事件記者・姿無き狙撃者  (1959年、日活)
- 事件記者・影なき男  (1959年、日活)
- 事件記者・深夜の目撃者  (1959年、日活)
- 事件記者・時限爆弾  (1960年、日活)
- 事件記者・狙われた十代  (1960年、日活)
- 事件記者・拳銃貸します (1962年、日活)
- 事件記者・影なき侵入者 (1962年、日活)
- 新事件記者・大都会の罠
- 新事件記者・殺意の丘
- 男と男の生きる街 (1962年、日活)
- 夢がいっぱい暴れん坊 （1962年、日活）
- サラリーマン物語 新入社員第一課（1962年、日活）- 塩原太助
- サラリーマン物語 敵は幾万ありとても（1962年、日活）- 大前田英介
- しろばんば （1962年、日活） -中川訓導
- 青年の椅子 （1962年[日活）
- 若旦那日本晴れ  1963年、日活）
- 雨の中に消えて（1963年、日活） - 渡部先生
- サラリーマン物語 大器晩成 （1963年、日活）
- 東京五輪音頭 （1964年、日活） - 阿部弘
- 河内ぞろ 喧嘩軍鶏 (1964年、日活)
- 若親分出獄 (1965年、大映)
- 空いっぱいの涙（1966年、松竹）
- 河内遊侠伝 （1967年、東映） - 蹴爪の藤次郎
- 喜劇 駅前学園 （1967年、東宝）
- 女賭博師 （1967年、大映）
- 天狗党 （1969年、大映）
- 激突! 殺人拳 （1974年、東映） - ラクダの張
- 仁義なき戦い 完結篇 （1974年、東映）
- あゝ決戦航空隊 （1974年、東映）
- 吉四六よ天を駆けろ （1976年、吉四六プロダクション）
- 西陣心中 （1977年、ATG）
- 女教師（1977年、日活）
- トラック野郎・熱風5000キロ （1979年、東映）
- マタギ （1982年、青銅プロダクション）
- 玄海つれづれ節 （1986年、東映）
- せんせい （1989年、松竹）
- もうひとつの原宿物語 （1990年、ハローマイク）
- 山田ババアに花束を （1990年、東宝）
- 爆! BAKU （1992年、日本ビクター）
- 平成金融道 裁き人 （1999年、東映ビデオ）
- エクレール・お菓子放浪記 （2011年5月21日）

### オリジナルビデオ
- パチンコ物語 裏技大勝負!!（1992年）
- 麻雀狂騒曲 10年はやいぜ!（1993年）
- TERRORS 真鍋かをり 闇夜 PARKNESS!!（2001年）
- テロリスト Emi（2003年）
- 鬼魄 二代目山口登（2006年）

### 舞台
- 旅路
- 円朝
- 浅草キヨシ伝
- 明烏三羽起請文
- ラヴ
- 貴奇湯の香り
- 女殺油地獄
- 関の弥太っぺ
- 夢千代日記
- 裸の大将
- 軽き者の儀・赤穂第四十七士

### 吹き替え
- 刑事コロンボ ビデオテープの証言（ハロルド・ヴァンウィック：オスカー・ウェルナー）
- 探偵スヌープ姉妹（バーニー：ルー・アントニオ）
- 絆　(:アンドレイ・ペトロフ) NHK版

### プロモーションビデオ
- ゆず「虹」PV（2009年）

### バラエティ
- アフタヌーンショー（MC）※就任から3ヶ月後に降板
- 連想ゲーム（NHK総合）
- ウッチャンナンチャンのやるならやらねば!（CX）
- コメディーお江戸でござる（1995年 - 2004年、NHK総合）
- ファミリーヒストリー「余貴美子〜350年前に遡るルーツ不屈の家族〜」（2012年10月22日、NHK総合）※証言者

### CM
- デンターライオン（ライオン歯磨）
- 日清焼そば（日清食品）
- チキンラーメン（日清食品）
- パテックス（第一製薬）
- ガス乾燥機（日本ガス協会）